# Hugo & Luigi
Hugo & Luigi waren ein US-amerikanisches Produzenten- und Songschreiberduo, bestehend aus den Cousins Hugo Peretti (* 6. Dezember 1916; † 1. Mai 1986) und Luigi Creatore (* 21. Dezember 1921; † 13. Dezember 2015), die sich ein Büro im New Yorker Brill Building teilten. Einige ihrer Lieder erschienen auch unter dem Pseudonym Mark Markwell.

## Geschichte
Die ersten Single des Duos, sowohl für andere Künstler als auch unter eigenem Namen, entstanden Mitte der 1950er Jahre für Mercury. Hugo & Luigi produzierten unter anderem Perry Como, Sam Cooke und mehrere andere RCA Victor Künstler, darunter die Hit-Platten Twistin' the Night Away sowie Another Saturday Night für Cooke, The Lion Sleeps Tonight für The Tokens, Shout für The Isley Brothers oder I Will Follow Him für Little Peggy March. Sie schrieben daneben Elvis Presleys Hit Can’t Help Falling in Love mit George David Weiss. Sie produzierten auch Alben von Della Reese, darunter The Classic Della, eine Sammlung von Popsongs, die auf klassischen Themen basierten, und Waltz With Me, Della.
Hugo & Luigi hatten als Duo auch eigene Hits, so La Plume de Ma Tante, im Juli 1959 Platz 29 in den britischen Single-Charts. Ein halbes Jahr später hatten sie mit Just Come Home in den USA ihren einzigen Top-40-Erfolg. Später folgten weitere Platten im Easy-Listening-Stil (Cascading Voices, Cascading Strings)
Hugo & Luigi waren einige Jahre Miteigentümer von Roulette Records. Später gründeten sie Avco Records, das auch unter dem Namen H&L Records firmierte. Die größten Stars dieses Labels war die erfolgreiche wie einflussreiche Philly-Soul-Gruppe The Stylistics. Für diese schrieben Hugo & Luigi unter anderem das Lied I Can’t Give You Anything (But My Love), das im August 1975 drei Wochen auf Platz eins der britischen Charts stand.
Das Duo versuchte sich auch am Broadway, mit unterschiedlichen Ergebnissen. So schlossen sie sich 1968 erneut mit George David Weiss für das Bürgerkriegsmusical Maggie Flynn mit Shirley Jones und Jack Cassidy in den Hauptrollen zusammen, das jedoch nach 82 Vorstellungen Anfang 1969 eingestellt wurde. Besser lief es 1977, als sie einen Grammy für die Produktion des Original-Cast-Albums der Musical-Revue Bubbling Brown Sugar gewannen.